# بخش جالنه
بخش جالنه (به انگلیسی: Jalna district) یک بخش در هند است که در مهاراشترا واقع شده‌است. بخش جالنه ۷٬۶۱۲ کیلومتر مربع مساحت و ۱٬۶۱۲٬۳۵۷ نفر جمعیت دارد.